# 文小剛

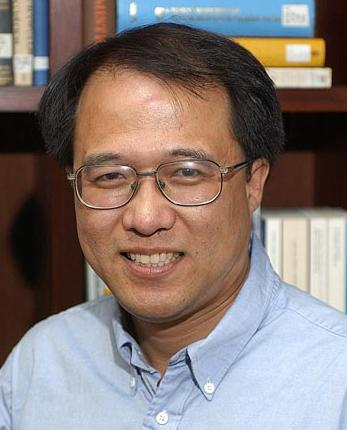
文小剛

文 小剛（ブン　ショウゴウ、拼音: Wén Xiǎogāng、1961年11月26日 - ）は、中国系アメリカ人の物理学者。米国科学アカデミー会員。1982年、中国科学技術大学を卒業した。1987年、プリンストン大学で博士号を取得。トポロジカル秩序と量子秩序という概念を導入し、新しい物質状態を説明した。量子エンタングルメントや相互作用するボース系などに貢献もある。

## 経歴
- 2000年～現在 MIT教授
- 2012-2014年アイザック・ニュートン研究チェア、ペリメーター理論物理学研究所、
- 1995年-2000年MIT 准教授
- 1991-1995年 MIT 助教授
- 1989-1991年 IAS 5年間メンバー
- 1987-1989年 カリフォルニア大学サンタバーバラ校 ITPメンバー

## 受賞歴
- 2017年 オリバー・E・バックリー凝縮系賞
- 2018年 ICTPのディラック・メダル